# MOL Aréna
La MOL Aréna est un stade de football situé à Dunajská Streda. Cette enceinte de 12 700 places accueille les matchs du FK DAC 1904 Dunajská Streda.

## Histoire
Le stade est ouvert en 1953, la tribune principale est achevée en 1985 pour les Spartakiade. En 2008 lorsque le FK DAC 1904 Dunajská Streda accède à la première division slovaque le stade est rénové.
En 2016, le stade est démoli partiellement pour reconstruire une nouvelle enceinte à la place, elle sera terminée en 2019 et reçoit le label 4 étoiles de l'UEFA l'autorisant à recevoir des matchs internationaux.
Depuis 2017, le stade s'apelle MOL Aréna du nom de la compagnie pétrolière hongroise MOL, le club de Dunajská Streda étant supporté par la minorité hongroise de Slovaquie. La construction a en partie été financée par le gouvernement hongrois de Viktor Orbán dont les opposants lui reproche de faire de la propagande à travers le football.

## Galerie

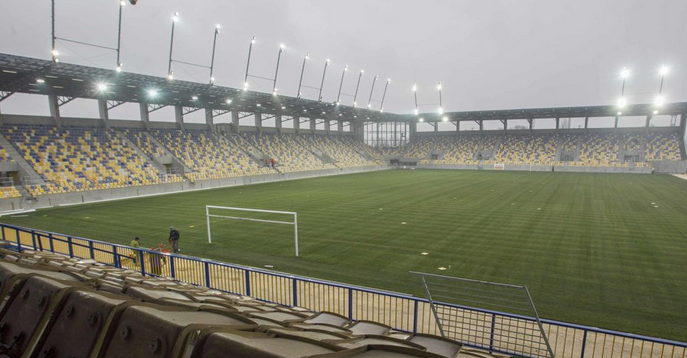
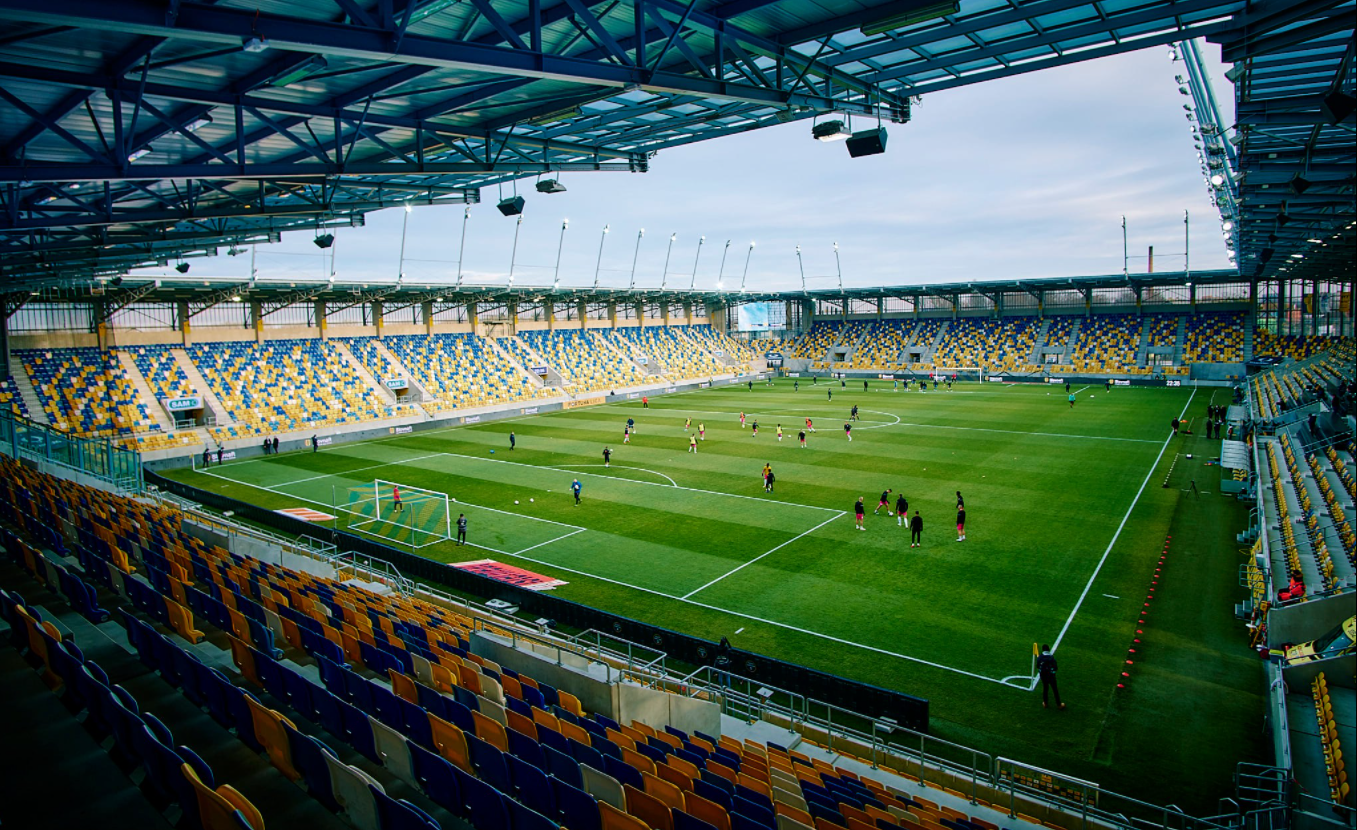